# Carystina
Carystina is een geslacht van vlinders van de familie dikkopjes (Hesperiidae), uit de onderfamilie Hesperiinae.

## Soorten
- C. aurifer (Godman & Salvin, 1879)
- C. lysiteles (Mabille, 1891)
- C. pieris (Draudt, 1924)